# Алканна красильная
Алканна красильная (лат. Alkanna tinctoria) — растение семейства Бурачниковые, вид рода Алканна, произрастающее в Средиземноморье и культивируемое в Южной Франции, Северо-Восточной Африке, Малой Азии и некоторых других местах.

## Биологическое описание
Невысокое многолетнее травянистое растение с ярко-голубыми цветками.

## Химический состав
Корень растения содержит красящее вещество алканин, являющийся производным нафтохинона.

## Использование
Алканин — красный жирорастворимый пищевой краситель.
Классификация алканина в системе «Codex Alimentarius» (пищевые красители) — E103.
Может быть также использован, как реактив на жирные масла при микродиагностике лекарственного сырья.